# Traité de Prague (1866)
 (août 2024).
 (août 2021).
Si vous disposez d'ouvrages ou d'articles de référence ou si vous connaissez des sites web de qualité traitant du thème abordé ici, merci de compléter l'article en donnant les références utiles à sa vérifiabilité et en les liant à la section « Notes et références ».
Pour les articles homonymes, voir Traité de Prague.

L'Allemagne du traité de Prague : le royaume de Prusse (en bleu foncé) et ses alliées (bleu clair) face à l'empire d'Autriche (rouge vif) et ses alliées (rouge clair). Les membres neutres de la Confédération germanique figurent en vert.

Le traité de Prague est un traité de paix signé à Prague, alors possession autrichienne (actuellement en Tchéquie), le 23 août 1866 à la suite de la guerre austro-prussienne qui déchira la Confédération germanique. 
Conclu entre l’empire d'Autriche, le royaume de Prusse et plusieurs autres anciens États membres de la Confédération germanique, il met fin à la traditionnelle suprématie de la maison d'Autriche sur l'espace germanique et consacre la victoire de la politique de Bismarck, au service de la Prusse des Hohenzollern, sur Vienne et les Habsbourg-Lorraine.
Par le traité, la Prusse annexe les duchés de Schleswig et de Holstein, et place les anciens États souverains alliés de l'Autriche — Hanovre, Nassau, Hesse-Cassel ainsi que la ville libre de Francfort — sous administration militaire prussienne. Berlin réalise ainsi la continuité territoriale entre ses provinces occidentales de Rhénanie et de Westphalie, et son berceau originel du Brandebourg, à l'est de l'Elbe.
La Confédération germanique est dissoute. Une confédération de l'Allemagne du Nord, regroupant sous présidence prussienne les pays situés au nord du Main, est créée. Les États du sud de l'Allemagne, grand-duché de Hesse-Darmstadt, grand-duché de Bade, royaume de Wurtemberg et royaume de Bavière accèdent à une complète indépendance. L'Autriche est exclue de l'espace germanique.